# Elisabetta di York
Elisabetta di York (Londra, 11 febbraio 1466 – Londra, 11 febbraio 1503) fu regina consorte d'Inghilterra avendo sposato Enrico VII dal 1486 fino alla sua morte.
Nell'arco della sua vita Elisabetta arrivò ad essere figlia, sorella, nipote e moglie di un re rispettivamente nelle persone di Edoardo IV, Edoardo V, Riccardo III e Enrico VII. Morì prima del marito e quindi non vide il figlio Enrico VIII salire al trono.

## Biografia

### Figlia del re
Elisabetta, primogenita di Edoardo IV d'Inghilterra e di Elisabetta Woodville, nacque l'11 febbraio 1466 nel Palazzo di Westminster. Fu quindi battezzata nell'Abbazia di Westminster: sue madrine furono le nonne Cecily Neville e Giacometta di Lussemburgo; padrino fu invece il cugino Richard Neville, XVI conte di Warwick. Al momento della sua nascita in Inghilterra infuriava già da dieci anni la Guerra delle due rose, combattuta fra il Casato dei Lancaster e la Casa di York: il primo occupava il trono, il secondo vantava la discendenza diretta dai Plantageneti e quindi rivendicava la sovranità sull'Inghilterra.
Il padre Edoardo riuscì a ottenere il potere stabilmente nel 1471, con la definitiva disfatta dei Lancaster nella Battaglia di Tewkesbury. Nel 1469 Elisabetta fu brevemente fidanzata con George Neville, I duca di Bedford (1461-4 maggio 1483), figlio di John Neville, I marchese di Montagu: questi aveva supportato Edoardo contro Warwick, che nel 1469 si era ribellato al sovrano alleandosi con i Lancaster e con la decaduta coppia regnante costituita dal malato Enrico VI d'Inghilterra e dalla moglie Margherita d'Angiò.
Neville però cambiò presto partito allineandosi con Warwick e il fidanzamento venne dissolto. Nel 1475 Luigi XI di Francia acconsentì al matrimonio di Elisabetta con il suo primogenito Carlo VIII di Francia, ma la promessa venne rotta nel 1482. Nel 1471 Elisabetta era stata insignita dell'Ordine della Giarrettiera insieme alla madre e alla zia paterna Elisabetta.

### Sotto Riccardo III
Suo padre Edoardo morì nell'aprile 1483 e gli succedette il figlio tredicenne Edoardo V d'Inghilterra. Poiché era troppo giovane per regnare in autonomia, lo zio Riccardo di Gloucester divenne reggente. Riccardo intendeva limitare il potere dei Woodville, isolando il nipote dalla madre e dai parenti materni e fermò Edoardo che, in viaggio dal Castello di Ludlow, si stava dirigendo a Londra per essere incoronato. Il giovane re venne condotto alla Torre di Londra, dove gli fu chiesto di attendere per essere incoronato. Sua madre Elisabetta Woodville prese con sé gli altri figli, compresa Elisabetta, e si rifugiò all'abbazia di Westminster, chiedendo asilo.
Gloucester chiese che il fratello di Edoardo, Riccardo, lo raggiungesse alla Torre, perché si facessero compagnia ed Elisabetta Woodville acconsentì. Due mesi dopo, il 22 giugno 1483, il Tre Stati del Regno approvarono un documento, il Titulus Regius, che dichiarava illegittime le nozze fra Edoardo IV ed Elisabetta Woodville e con esse tutti i loro figli, che furono quindi dichiarati bastardi e ineleggibili per la successione.
Gloucester rimaneva l'unica alternativa e salì quindi al trono con il nome di Riccardo III d'Inghilterra il 6 luglio dello stesso anno. Poco dopo si persero completamente le tracce dei principi Edoardo e Riccardo, e diverse teorie sulla loro sorte sono state proposte nel tempo.
Il fatto che Elisabetta Woodville si sia alleata con la lancasteriana Margaret Beaufort, madre di Enrico Tudor, rimane un fatto di dubbia veridicità, così come il fatto che Elisabetta avesse acconsentito a sposare la figlia maggiore ad Enrico, essendo fatti riportati da un'unica fonte di regime Tudor, Polidoro Virgili, decine di anni dopo gli eventi. Nel 1483 programmò un'invasione dell'Inghilterra dalla Bretagna, in cui viveva in esilio da anni insieme allo zio paterno Jasper Tudor.
Nel 1484 Riccardo giurò pubblicamente che se Elisabetta Woodville e le figlie avessero lasciato l'asilo, non sarebbe stato fatto loro del male e non sarebbero state arrestate: Elisabetta Woodville dunque raggiunse la corte insieme alle figlie. La moglie di Riccardo, Anna Neville, stava morendo e quando spirò il 16 marzo del seguente 1485, a meno di un anno di distanza dalla morte dell'unico figlio, iniziarono a circolare voci che Riccardo III volesse sposare la giovane nipote Elisabetta.
Riccardo allontanò la nipote dalla corte e contestò pubblicamente le voci il 30 marzo 1485 durante un'assemblea di Lord e maggiorenti della città di Londra che aveva convocato all'Ospedale di St. John. L'unione avrebbe richiesto per altro una dispensa papale e non esistono prove di un piano in tal senso. Al contrario, dopo la morte di Anna, Riccardo iniziò una trattativa per un doppio matrimonio con Giovanni II del Portogallo. Il piano prevedeva che egli sposasse sua figlia Giovanna del Portogallo e che Elisabetta si maritasse con il fratello di lei Manuele.
Prima che questi piani andassero a termine Enrico Tudor ripassò all'offensiva nel 1485, riuscendo a sconfiggere Riccardo alla Battaglia di Bosworth Field. Riccardo morì ed Enrico salì al trono con il nome di Enrico VII d'Inghilterra.

### La moglie del re
Enrico era ben conscio della fragilità della propria posizione e sapeva che sposare Elisabetta avrebbe contribuito a pacificare il paese e a rendere più sicuro il trono, rendendo meno minacciose le pretese di tutti gli yorkisti ancora viventi. Tuttavia pareva anche desideroso di addurre la sua discendenza da Giovanni Plantageneto, I duca di Lancaster, quale diritto al trono. Affinché non apparisse che fosse re per matrimonio e non per conquista, si fece incoronare il 30 ottobre 1485, qualche mese prima delle nozze.
Enrico provvide ad abolire il Titulus Regius, restituendo la dignità regale alla suocera, a Elisabetta e alle sue cognate, affinché la stirpe della moglie non fosse più messa in discussione. Dopo aver ottenuto la dispensa papale, il 18 gennaio 1486 furono celebrate le nozze tra Enrico VII ed Elisabetta. Il loro primogenito Arturo nacque il 20 settembre dello stesso anno e circa un anno dopo anche Elisabetta venne incoronata.
Sebbene il matrimonio fosse nato per motivi politici, sembra che Enrico ed Elisabetta tenessero l'uno all'altra. Ella non esercitò mai grande influenza sul governo o sulla vita pubblica, forse schiacciata dalla sua formidabile suocera: si tramanda che ella fosse una donna gentile, che s'interessava ai poveri, generosa e religiosa, esattamente come si conveniva a una regina medievale. Elisabetta amava la musica e la danza e teneva presso di sé un certo numero di Greyhound per via del suo amore per la caccia e per il tiro con l'arco.
Il 14 novembre 1501 il loro primogenito Arturo Tudor si sposò con Caterina d'Aragona, una delle figlie di Ferdinando II d'Aragona e di Isabella di Castiglia. Dopo le nozze i due andarono a vivere al Castello di Ludlow, dove Arturo morì nell'aprile seguente. Enrico fu molto addolorato dalla perdita del figlio ed erede: gli restavano solo un altro maschio, il giovane futuro Enrico VIII, e due femmine. Elisabetta lo consolò dicendo che avrebbero potuto avere altri figli ed effettivamente pochi mesi dopo rimase nuovamente incinta.

### La morte
Il 2 febbraio 1503, all'età di trentasette anni, Elisabetta partorì una figlia, cui venne dato il nome di Katherine. La bambina morì otto giorni dopo ed Elisabetta la seguì, uccisa da una delle tante infezioni che colpivano le puerpere, morendo il giorno del suo compleanno, l'11 febbraio.
Enrico parve sinceramente colpito dalla morte della moglie e le riservò dei funerali grandiosi, a dispetto della sua proverbiale avarizia. La fece seppellire nell'abbazia di Westminster, in una cappella appositamente costruita per lei. Dopo essere rimasto vedovo, Enrico rinegoziò vari possibili matrimoni con Giovanna d'Aragona, con la sorella della nuora, Giovanna di Castiglia e con Margherita d'Asburgo. Nessuna di queste unioni si realizzò ed egli morì, ancora vedovo, nel 1509. Fu sepolto accanto alla moglie.

## Discendenza
Elisabetta ed Enrico ebbero sette figli:
- Arturo (1486 – 1502), sposò nel 1501 Caterina d'Aragona (1485 – 1536), figlia di Isabella di Castiglia e Ferdinando II d'Aragona. Erede apparente, ma di salute fragile, morì prematuramente poco dopo le nozze;
- Margherita (1489 – 1541), sposò Giacomo IV di Scozia (1473 – 1513), successivamente sposò Arcibaldo Douglas, VI conte di Angus, ed infine Henry Stewart, I Lord Methven. Tramite il suo primo matrimonio, fu nonna della regina Maria Stuarda;
- Enrico VIII (1491 – 1547), re d'Inghilterra dal 1509 alla morte. Ebbe sei mogli, la prima delle quali fu Caterina d'Aragona, vedova di suo fratello Arturo. In seguito, per annullare le nozze con lei e sposare Anna Bolena, diede vita allo scisma anglicano;
- Elisabetta (2 luglio 1492 – 14 settembre 1495). Nacque a Sheen Palace (oggi Richmond Palace), e fu battezzata lì. Visse e morì a Eltham Palace, per poi essere sepolta nell'Abbazia di Westminster;
- Maria (1496 – 1533), sposò nel 1514 al re di Francia Luigi XII (1462 – 1515) e, rimasta vedova, Charles Brandon, duca di Suffolk;
- Edmondo (21 febbraio 1499 – 19 giugno 1500), duca di Somerset. Nacque a Greenwich Palace e fu battezzato nella chiesa dei Frati Osservanti il 24 febbraio 1499, con padrini Edward Stafford, Richard Foxe e Margaret Beaufort. Crebbe a Eltham Palace coi fratelli, dove furono visitati da Erasmo da Rotterdam e Tommaso Moro. Sebbene sia comunemente ritenuto che Edmondo sia stato creato duca di Somerset, non esista traccia del relativo brevetto: è possibile che sia stato nominato tale solo in via ufficiosa, ma morì prima della creazione ufficiale. Morì a Hatfield House, probabilmente a causa dell'epidemia di peste. I suoi genitori erano a Calais in quella data e vennero informati solo sulla via del ritorno. Fu sepolto nell'Abbazia di Westminster il 22 giugno, dopo aver goduto dei funerali di Stato, costati oltre 250 sterline.
- Caterina (2 febbraio 1503 - 10 o 18 febbraio 1503), morta una settimana dopo la nascita, sepolta nell'Abbazia di Westminster.

## Ascendenza
|                                         |                             |                                       | Genitori                                   |  |  | Nonni |  |  | Bisnonni                                      |  |  | Trisnonni                            |  |
|                                         |                             |                                       |                                            |  |  |       |  |  | Riccardo Plantageneto, III conte di Cambridge |  |  | Edmondo Plantageneto, I duca di York |  |
|                                         |                             |                                       |                                            |  |  |       |  |  | Riccardo Plantageneto, III conte di Cambridge |  |  | Edmondo Plantageneto, I duca di York |  |
|                                         |                             | Isabella di Castiglia                 |                                            |  |  |       |  |  | Riccardo Plantageneto, III conte di Cambridge |  |  |                                      |  |
| Riccardo Plantageneto, III duca di York |                             |                                       |                                            |  |  |       |  |  | Riccardo Plantageneto, III conte di Cambridge |  |  |                                      |  |
|                                         |                             | Anna Mortimer                         | Ruggero Mortimer                           |  |  |       |  |  |                                               |  |  |                                      |  |
|                                         |                             | Anna Mortimer                         | Ruggero Mortimer                           |  |  |       |  |  |                                               |  |  |                                      |  |
|                                         |                             | Anna Mortimer                         | Alianore Holland                           |  |  |       |  |  |                                               |  |  |                                      |  |
| Edoardo IV d'Inghilterra                |                             | Anna Mortimer                         |                                            |  |  |       |  |  |                                               |  |  |                                      |  |
|                                         |                             | Ralph Neville, I conte di Westmorland | John Neville                               |  |  |       |  |  |                                               |  |  |                                      |  |
|                                         |                             | Ralph Neville, I conte di Westmorland | John Neville                               |  |  |       |  |  |                                               |  |  |                                      |  |
|                                         |                             | Ralph Neville, I conte di Westmorland | Maud Percy                                 |  |  |       |  |  |                                               |  |  |                                      |  |
| Cecilia Neville                         |                             | Ralph Neville, I conte di Westmorland |                                            |  |  |       |  |  |                                               |  |  |                                      |  |
|                                         |                             | Joan Beaufort                         | Giovanni Plantageneto, I duca di Lancaster |  |  |       |  |  |                                               |  |  |                                      |  |
|                                         |                             | Joan Beaufort                         | Giovanni Plantageneto, I duca di Lancaster |  |  |       |  |  |                                               |  |  |                                      |  |
|                                         |                             | Joan Beaufort                         | Katherine Swynford                         |  |  |       |  |  |                                               |  |  |                                      |  |
| Elisabetta di York                      |                             | Joan Beaufort                         |                                            |  |  |       |  |  |                                               |  |  |                                      |  |
|                                         | Richard Woodville di Rivers | …                                     |                                            |  |  |       |  |  |                                               |  |  |                                      |  |
|                                         | Richard Woodville di Rivers | …                                     |                                            |  |  |       |  |  |                                               |  |  |                                      |  |
|                                         | Richard Woodville di Rivers | …                                     |                                            |  |  |       |  |  |                                               |  |  |                                      |  |
| Richard Woodville                       | Richard Woodville di Rivers |                                       |                                            |  |  |       |  |  |                                               |  |  |                                      |  |
|                                         |                             | Joan Bedlisgate                       | Thomas Bittlesgate di Knightstone          |  |  |       |  |  |                                               |  |  |                                      |  |
|                                         |                             | Joan Bedlisgate                       | Thomas Bittlesgate di Knightstone          |  |  |       |  |  |                                               |  |  |                                      |  |
|                                         |                             | Joan Bedlisgate                       | …                                          |  |  |       |  |  |                                               |  |  |                                      |  |
| Elisabetta Woodville                    |                             | Joan Bedlisgate                       |                                            |  |  |       |  |  |                                               |  |  |                                      |  |
|                                         |                             | Pietro I di Lussemburgo-Saint Pol     | Giovanni di Saint-Pol                      |  |  |       |  |  |                                               |  |  |                                      |  |
|                                         |                             | Pietro I di Lussemburgo-Saint Pol     | Giovanni di Saint-Pol                      |  |  |       |  |  |                                               |  |  |                                      |  |
|                                         |                             | Pietro I di Lussemburgo-Saint Pol     | Margherita d'Enghien                       |  |  |       |  |  |                                               |  |  |                                      |  |
| Giacometta di Lussemburgo               |                             | Pietro I di Lussemburgo-Saint Pol     |                                            |  |  |       |  |  |                                               |  |  |                                      |  |
|                                         |                             | Margherita del Balzo                  | Francesco I del Balzo                      |  |  |       |  |  |                                               |  |  |                                      |  |
|                                         |                             | Margherita del Balzo                  | Francesco I del Balzo                      |  |  |       |  |  |                                               |  |  |                                      |  |
|                                         |                             | Margherita del Balzo                  | Sveva Orsini                               |  |  |       |  |  |                                               |  |  |                                      |  |
|                                         |                             | Margherita del Balzo                  |                                            |  |  |       |  |  |                                               |  |  |                                      |  |

## Nella cultura di massa
- Nel 2013, nella serie televisiva The White Queen incentrata sulla vita della madre, Elisabetta Woodville, il suo ruolo è interpretato dall'attrice Freya Mavor.
- Nel 2017 appare come personaggio principale della mini serie televisiva The White Princess. Il suo ruolo è interpretato dall'attrice inglese Jodie Comer.
- Nel 2019, nella serie televisiva The Spanish Princess incentrata sulla vita di Caterina d'Aragona, il suo ruolo è interpretato da Alexandra Moen.